# 関口泰宏
関口 泰宏（せきぐち やすひろ、1955年 - ）は、日本の実業家、伸銅品（銅や銅合金の加工材）流通大手である株式会社関口冨美雄商店代表取締役社長、東京都伸銅品商業組合元理事長。バービー人形の世界的なコレクターとして知られ、そのコレクションの一部は展覧会などで公開されることもある。バービーのコレクションの規模は、総数1万体以上に及ぶという。
学習院大学経済学部卒。

## 著書
- ジャパン・バービー、グラフィック社、2008年
- （茅野裕城子、たいらめぐみ との共著）バービー・ファッション50年史、扶桑社、2009年